# Intel C++ Compiler
Intel C++ Compiler е група от компилатори за C/C++, разработени от Intel, които генерират изключително бърз код и „пасват“ добре с процесорите на Intel. Компилаторите не са безплатни с изключение на този за Линукс, който е безплатен при използване за некомерсиални цели.

## Платформи
Компилаторите имат версия за Microsoft Windows, Mac OS X, Linux.

## Среда
Компилаторите нямат обособена среда, може да се използват с някои среди, които дават възможност за саморъчно конфигуриране на компилатори.